# Питерсбург (Аљаска)
Питерсбург (енгл. Petersburg) град је у америчкој савезној држави Аљаска.

## Демографија
По попису из 2010. године број становника је 2.948, што је 276 (-8,6%) становника мање него 2000. године.
| Група             | 2000.         | 2010.         |
| Белци             | 2.608 (80,9%) | 2.306 (78,2%) |
| Афроамериканци    | 10 (0,3%)     | 13 (0,4%)     |
| Азијати           | 89 (2,8%)     | 95 (3,2%)     |
| Хиспаноамериканци | 92 (2,9%)     | 109 (3,7%)    |
| Укупно            | 3.224         | 2.948         |